# Giovanni Ferretti
Giovanni Ferretti (Cremona, 15 gennaio 1940 – Pietra Ligure, 5 agosto 2007) è stato un calciatore italiano, di ruolo portiere.

## Caratteristiche tecniche
Era un portiere, noto per l'abitudine di scendere in campo senza indossare i guanti.

## Carriera
Comincia a giocare in quarta serie con la Casalese. A 18 anni viene ingaggiato dalla Reggiana. A 22 anni passa all'Inter: è il terzo portiere della squadra nerazzurra nella stagione 1962-1963, quella del primo scudetto dell'era Herrera. Nonostante sia chiuso da Lorenzo Buffon e Ottavio Bugatti, riesce a giocare quattro incontri (l'esordio è datato 28 ottobre 1962 in Inter-Atalanta 1-2), dando il suo piccolo contributo al primo tricolore della Grande Inter. Si trasferisce quindi al Modena e in seguito al Palermo in Serie B. Nella squadra siciliana vince due campionati cadetti e gioca tre stagioni in Serie A. Gioca in rosanero per dieci stagioni, prima come titolare, poi come riserva di Sergio Girardi.
Chiude la propria carriera nell'Arezzo, giocando 27 partite nel campionato di Serie B 1974-1975. In carriera ha disputato complessivamente 55 incontri in Serie A e 215 in Serie B.
È deceduto il 5 agosto 2007, all'età di 67 anni.

## Palmarès

### Competizioni nazionali
- Campionato italiano: 1

Inter: 1962-1963
- Campionato italiano di Serie B: 2

Palermo: 1967-1968, 1971-1972